# 前山祐摩
前山 祐摩（まえやま ゆみ、1968年 - ）は、日本の実業家、インターナショナルCIDESCO認定エステティシャン。日本エステティック認定エステティシャンなどの民間資格を持つ。

## 来歴
1968年生まれ、福岡県出身。専門学校デザイン専攻卒業後、アパレルメーカーに就職。2年弱勤務した後、ヘッドハンティングにより転職。歩合制で活躍するが、経営者との価値観の違いから独立を決意。1995年1月、26歳でエステサロン運営会社「有限会社スマートポッシュ」を設立、代表取締役に就任する。以後、経営者として活動する。
過去（あるいは現在）に務めた役職と、法人は下の通りである。
代表取締役
- 株式会社ラピスインベストメント

取締役
- 株式会社アテナ
- 有限会社スマート・ポッシュ
- 株式会社和道アーティスト学院
- 株式会社クリードシステムズ